# Ander Garitano
Ander Garitano Urquizu (* 26. Februar 1969 in Derio) ist ein spanischer Fußballtrainer und ehemaliger -spieler.

## Karriere
Der gebürtige Baske Garitano spielte in seiner Karriere als Profifußballer mehrere Jahre für den baskischen Traditionsverein Athletic Bilbao als linker Offensivspieler. Von 1996 bis 2002 spielte er sechs Jahre lang für Bilbaos Ligakonkurrenten Real Saragossa bis zu seinem Karriereende. Mit Saragossa gewann er 2001 die Copa del Rey, den spanischen Pokal.
Seitdem trainierte er mehrere Jugendteams der Aragonier, bis er am 14. Januar 2008 das Amt seines Vorgängers Víctor Fernández übernahm. Sein Debüt gab er beim Copa del Rey – Achtelfinal-Rückspiel bei Racing Santander, welches man mit 2:4 verlor und nach dem 1:1 aus dem Hinspiel ausschied. Bereits am 22. Januar trat er von seinem Traineramt aufgrund von Differenzen mit der Vereinsführung und mit Spielmacher Andrés D’Alessandro zurück.